# Неволя (фильм)
 Неволя (узб. Tutqunlik) – военная драма узбекского режиссера Рашида Маликова, основанная на реальных событиях, которые происходили с узбекскими женщинами и детьми, оказавшимися в плену в лагерях боевиков ИГИЛ в Сирии, а в последствии возвращенными на родину в рамках операции «Мехр» («Милосердие»). Картина снята по заказу Агентства кинематографии Узбекистана при содействии и информационной поддержке сотрудников специальных и силовых служб Республики Узбекистан.

## Съемки и премьера фильма
По словам режиссера картины Рашида Маликова, идею создания фильма подал Фирдавс Абдухаликов летом 2020 года. Съемки начались в апреле 2021 года и проходили в разных локациях — в Узбекистане, Турции, России. Перед съемками создатели картины побеседовали с женщинами, которые вернулись в Узбекистан благодаря проекту «Мехр» и попытались понять их психологическое состояние. Премьера фильма в Узбекистане состоялась в рамках XIII Ташкентского международного кинофестиваля «Жемчужина Шелкового Пути» 30 сентября 2021 года.

## Сюжет
В фильме рассказывается о судьбах нескольких семей из Узбекистана, которые по разным причинам отказались в плену в лагерях боевиков в Сирии. Сюжет повествует о судьбе молодого фельдшера, который приехал на заработки на Ближний Восток, женщины, которая отправилась в Сирию за своим мужем и потеряла его, семье учителя-богослова, отправившегося в горячую точку в надежде найти истинную веру. Ни один из персонажей так и не находит того, что искал – мужчины гибнут, а женщины и дети переживают все ужасы войны, насилие и страх. Но им все-таки удается выжить и вернуться домой благодаря операции «Мехр». 

## Награды и премии
В ноябре 2021 года фильм был отмечен специальным призом жюри на международном кинофестивале тюркоязычных стран «Коркут Ата» в Турции, а также получил главный приз на фестивале военно-патриотического кино «Волоколамский рубеж» в России.